# Nguyễn Văn Thảnh
Nguyễn Văn Thảnh (1924-1961) là một nhà cách mạng Việt Nam.

## Thân thế sự nghiệp
Nguyễn Văn Thảnh còn có tên thường gọi là Tư Lược, sinh năm 1924 tại làng Mỹ Thuận, tổng An Trường, quận Trà Ôn, tỉnh Cần Thơ (nay thuộc huyện Bình Tân, tỉnh Vĩnh Long). Sau khi thi đậu bằng sơ học, ông theo học trường học nghề dệt vải ở Bến Tre. Năm 1942, ông vận động hùn vốn trong dân để lập nhà máy dệt vừa giải quyết lao động, vừa có vải để bán cho đồng bào lúc khan hiếm. Năm 1944 ông tham gia Việt Minh, làm công tác tuyên truyền ở địa phương.
Năm 1945, Cách mạng tháng 8 nổ ra, ông tham gia lực lượng bán vũ trang của Việt Minh giành chính quyền ở địa phương, tham gia tổ chức Thanh niên Cứu quốc xã. Năm 1946, ông bí mật được kết nạp vào Đảng Cộng sản Đông Dương, làm Bí thư Chi bộ xã Mỹ Thuận, Chủ nhiệm Mặt trận Việt Minh xã. Năm 1950, ông được rút lên làm Thư ký nông dân tỉnh Cần Thơ.
Sau Hiệp định Genève, 1954, ông nhận nhiệm vụ ở lại hoạt động bí mật. Năm 1957, chính quyền Việt Nam Cộng hòa thành lập quận Bình Minh thuộc tỉnh Vĩnh Long. Giai đoạn này, chính quyền Việt Nam Cộng hòa áp dụng chính sách đàn áp, đặt những người Cộng sản và có cảm tình với Việt Minh, ra ngoài vòng pháp luật. Xứ ủy Nam Bộ điều ông về làm Bí thư Huyện ủy Bình Minh từ năm 1957 đến 1958, chỉ đạo các đảng viên giữ vững đấu tranh chính trị bí mật, không công khai chống lại chính quyền Việt Nam Cộng hòa.
Sau khi Nghị quyết 15 ra đời, cho phép những người Cộng sản miền Nam sử dụng bạo lực để chống chính quyền Việt Nam Cộng hòa, ông được rút lên làm Tỉnh ủy viên, Phó Ban Tuyên huấn Vĩnh Long, tham gia công tác chỉ đạo Phong trào Đồng khởi tại địa phương.
Cuối năm 1960, trong chuyến đi công tác tại quận Cái Nhum (nay là huyện Mang Thít) trên đường về nhà, qua lộ 32, ông bị lực lượng an ninh Việt Nam Cộng hòa phát hiện, bắn bị thương ở chân và bắt giữ. Lúc này, chính quyền Việt Nam Cộng hòa đã áp dụng luật 10-59, gần như khép tội xử tử đối với những người Cộng sản và cảm tình với họ. Ông bị đánh đập đến chết ngày 10 tháng 1 năm 1961.
Sau khi ông hy sinh, Tỉnh ủy Vĩnh Long đã lấy tên ông để đặt cho một nhà in bí mật của Tỉnh ủy: nhà in Nguyễn Văn Thảnh. Năm 1985, tên ông được chính quyền Việt Nam đặt cho một xã mới thành lập tách ra từ xã Mỹ Thuận: xã Nguyễn Văn Thảnh, thuộc huyện Bình Minh, tỉnh Cửu Long (nay thuộc huyện Bình Tân, tỉnh Vĩnh Long). Ngoài ra, tên ông còn được đặt cho một con đường và một trường học tại tỉnh Vĩnh Long.